# Storlandet
Storlandet (en finés: Iso-Nauvo) es la isla principal de la antigua municipalidad de Nagu (ahora parte de Pargas, Finlandia Propia o Varsinais-Suomi) en el suroeste del país europeo de Finlandia. Tiene una superficie de 72 km². Se encuentra a unos 35 km en línea recta al suroeste de Turku. El nombre Storlandet significa, en sueco,  "tierra grande". 